# Лау Лаурітцен
Ла́у Лаурі́тцен (дан. Lau Lauritzen; нар. 13 березня 1878, Сількеборг, Данія — пом. 2 липня 1938, Гентофте, Данія) — данський актор, кінорежисер і сценарист.

## Біографія
Лау Лаурітцен народився 13 березня 1878 року в місті Сількеборзі в центральній Данії, на півострові Ютландія.
З 1907 року працював актором у театрах Орхуса і Копенгагена (Театр Казино і Новий театр). У 1911 році дебютував в кіно, знявши короткометражну комедію «Міранда» за мотивами п'єси Карло Ґольдоні.
Був режисером на данських студіях «Nordisk Film» і «Palladium». Як режисер за час своєї кар'єри Лау Лаурітцен поставив понад 240 кінофільмів. Найвідоміший за своїми стрічками «Кіно, флірт і заручення» (1921), «Сонце, літо і студентки» (1922), «Він, вона і Гамлет» (1922), «Наші друзі взимку» (1923), «Браві мандрівники на Рів'єрі» (1924), «Дон Кіхот» (1926), «Мисливці на вовків» (1926) і деяких інших за участю акторів Гаральда Мадсена і Карла Шенстрема (популярного комічного дуету Пат і Паташон).
Син — Лау Лаурітцен-молодший — данський кінорежисер, один із засновників кіностудії «ASA Filmudlejning», володар «Золотої пальмової гілки» 1-го Каннського кінофестивалю.